# Il cacciatore del Missouri
Il cacciatore del Missouri (Across the Wide Missouri) è un film del 1951 diretto da William A. Wellman.

## Trama
Flint Mitchell, che ha sposato Kamiah, la figlia di un capo dei Piedi Neri, organizza una grande battuta di caccia nella valle del Missouri. La sua carovana viene però assaltata da indiani guidati dal giovane e bellicoso capo Ironshirt, che aspirava alla mano di Kamiah e ora trama vendetta per lo "sgarro" subito da parte di Flint. Dopo la tregua invernale, durante la quale Kamiah dà alla luce un bambino, la lotta tra Flint e il capo indiano riprende però più sanguinosa di prima.

## Produzione
Durante la lavorazione, l'attore messicano Ricardo Montalbán (noto in Italia per il suo ruolo nella serie televisiva Fantasilandia) riportò un trauma alla spina dorsale che, aggravandosi con il trascorrere del tempo, lo costrinse sulla sedia a rotelle per gli ultimi 16 anni della sua vita (dal 1993 al 2009).